# Sint-Julianavloed
Van 16 op 17 februari 1164, op de naamdag van de heilige Juliana, trof de Sint-Julianavloed het huidige Friesland, Groningen en Noord-Duitsland, vooral het stroomgebied van de Elbe. Hierbij werd grote schade aangericht.
Helmold van Bosau bericht in zijn tussen 1163 en 1168 geschreven Chronica Slavorum over de Sint-Julianavloed. Ook de annalen van Pöhlde maken er melding van. Volgens deze bronnen kwamen bij deze stormvloed ongeveer 20.000 mensen om het leven. Daarnaast verdronken ook vele duizenden stuks vee.  
Als zwaarste werd het kustgebied van het huidige in Nedersaksen liggende Oost-Friesland en de Landkreis Friesland getroffen. Door de Sint-Julianavloed ontstond in het mondingsgebied van de rivier de Jade een voorloper van de huidige Jadeboezem. Ook de tegenwoordig in Nederland gelegen gebieden Groningen, Friesland en het toekomstige Zuiderzeegebied werden zwaar getroffen. 
Nog tientallen jaren later gold de Sint-Julianavloed als een vast punt in de chronologie, zelfs in die mate dat Emo van Wittewierum, in 1219 de opsteller van een ooggetuigenverslag over de eerste Sint-Marcellusvloed, deze 55 jaar na de Sint-Julianavloed dateert.
838 · 1014 · 1042 · 1134 · 1163 · 1164 · 1170 · 1196 · 1212 · 1214 · 1219 · 1220 · 1221 · 1248/1249 · 1277 · 1280 · 1282 · 1287 · 1288 (I) · 1288 (II) · 1322 · 1334 · 1362 · 1374 · 1375 · 1377 · 1404 · 1421 · 1424 · 1468 · 1477 · 1509 · 1514 · 1530 · 1532 · 1552 · 1566 · 1570 · 1610 · 1643 · 1651 · 1675 · 1682 · 1686 · 1703 · 1717 · 1726 · 1741 · 1775 · 1776 · 1784 · 1799 · 1808 · 1809 · 1820 · 1825 · 1855 · 1861 (I) · 1861 (II) · 1877 · 1906 · 1916 · 1926 · 1953 · 1962 · 1993 · 1995 · 2006 · 2021